# Macário de Alexandria
São Macário de Alexandria (m. 395) foi um monge no deserto da Nítria (Uádi Natrum). Ele era um pouco mais jovem que o seu contemporâneo e homônimo, Macário do Egito, e por isso também é conhecido como Macário, o Moço. Ele era também conhecido como ho politikos. Ele foi um asceta extremo e numerosos milagres foram atribuídos a ele. Ele presidia sobre um conjunto de 5.000 monges no deserto da Nítria.

## Vida e obras
Certa vez, ele foi ao mosteiro de São Pacômio numa roupa de leigo e ficou lá por quarenta dias na quaresma. Ninguém o viu comendo ou se sentando. Ele estava fazendo cestos de folhas de palmeira enquanto permanecia em pé. Os monges diziam à Pacômio: "Expulse este homem daqui, pois ele não é humano". Uma inspiração divina posteriormente revelou a identidade de Macário para ele, e os o monges correram para receber suas bençãos. Quando Macário percebeu que suas virtudes tinham sido reveladas, ele retornou para o seu mosteiro em Escetes.
Macário de Alexandria foi exilado pelo imperador Valente, juntamente com Macário do Egito, para uma ilha, que eles prontamente cristianizaram. Segundo a tradição ortodoxa, Macário de Alexandria faleceu em 2 de janeiro de 395 De acordo com a tradição ortodoxa copta, ele faleceu em 1 de maio de 395. Além de uma regra monástica e três breves apotegmas, uma homilia, "Sobre o destino das almas dos virtuosos e dos pecadores", que é atribuída a ele. Paládio e Sozomeno também mencionam um "Macário, o Moço, do Baixo Egito, que viveu numa cela por mais de vinte anos para se penitenciar de um assassinato que cometeu.".